# Kriyayoga
Kriyayoga (av sanskrit kriyā, क्रिया: handling, ansträngning) är en yogaform där man utövar tekniker för rening, självobservation och höjd medvetenhet.. Yogaformen har populariserats i västvärlden genom Paramahansa Yoganandas bok Autobiography of a Yogi.
Kriyayoga är en äldre yogaform som återintroducerades i Indien av Lahiri Baba Mahasaya som själv initierades av Babaji Maharaj. Enligt sina förespråkare påskyndar kriyayoga-teknikerna ens andliga utveckling, så att endast en halv minuts utövande motsvarar ett helt års naturlig evolution.  Utbildning i kriyayoga sker på traditionellt sätt genom att man går i lära hos en mästare, och sedan initieras då man befinns vara redo. Initiering kan ges av de achariya till vilka mästaren givit sin tillåtelse. Paramahansa Prajnananda är en av de under 2000-talet levande kriyayogamästarna. Han efterträder Paramahansa Hariharananda som i sin tur efterträder Paramahansa Yogananda. Kriyayoga undervisas även av Swâmî Shankarananda Giri, lärjunge till Prabhuji (Swami Narayana Giri), som i sin tur var lärjunge till Sri Yukteswarji, Paramahansa Yoganandas guru.